# Latino Silvio

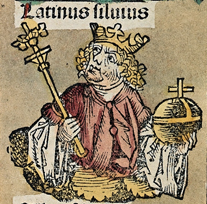
Latino Silviuo en las Crónicas de Nuremberg

Latino Silvio (se dice que reinó entre 1079 y 1028 a. C.) fue el cuarto descendiente de Eneas y el cuarto en la lista de reyes míticos de Alba Longa (según Livio). Tito Livio le atribuye la fundación de la mayoría de los asentamientos en el Lacio. Sin embargo, no está claro si esta persona realmente existió.
| Predecesor: Eneas Silvio | Rey de Alba Longa 1079-1028 a. C. | Sucesor: Alba Silvio |